# 209 Dido
209 Dido је астероид главног астероидног појаса. Приближан пречник астероида је 159,94 km,
а средња удаљеност астероида од Сунца износи 3,147 астрономских јединица (АЈ).
Инклинација (нагиб) орбите у односу на раван еклиптике је 7,169 степени, а орбитални период износи 2039,267 дана (5,583 година). Ексцентрицитет орбите астероида износи 0,061.
Апсолутна магнитуда астероида износи 8,24 а геометријски албедо 0,034.
Астероид је откривен 22. октобра 1879. године.